# رشته‌کوه شمر
کوه‌های شمر (عربی: جِبَال شَمَّر‎، ت. «Jibāl Shammar») رشته‌کوهی در استان‌های شمال غربی عربستان سعودی، در منطقه حائل است. این رشته‌کوه شامل کوه‌های اجا (أَجَا) و کوه‌های سلمی می‌باشد.

## زمین‌شناسی

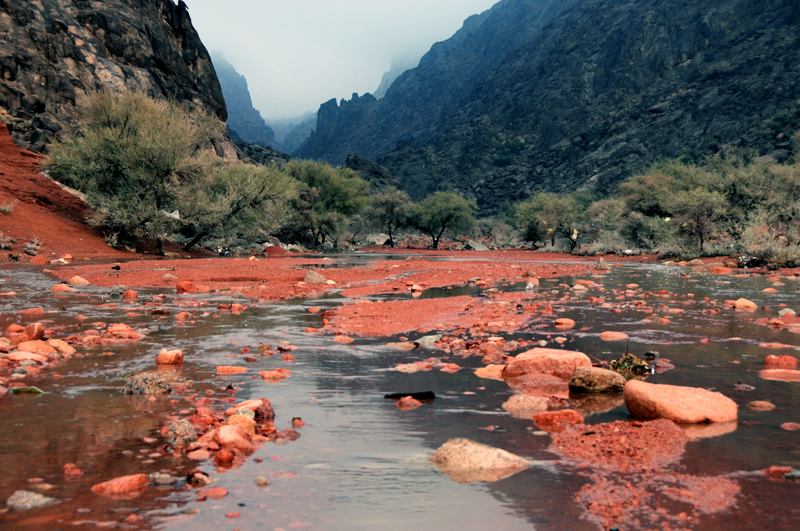
چشم‌انداز کوه‌های اجا

کوه‌های اجا عمدتاً از گرانیت تشکیل شده‌اند، در حالی که کوه‌های سلمی از بازالت ساخته شده‌اند. اصطلاح «تشکیلات حَدْن» استفاده شده توسط شورمونت (۱۹۸۲) برای اشاره به سنگ‌های آتشفشانی منطقه حائل استفاده شده است. کارشناسانی چون حدلی و اشمیت (۱۹۸۰) این رشته‌کوه را بخشی از یک توالی سیلیسی و سنگ‌های آذرآواری در زمینه منطقه‌ای گسترده‌تر به نام کوه‌های «گروه شمر» توصیف کرده‌اند.

## حیات وحش
منطقه حفاظت‌شده جبل اجا از نظر بوم‌شناسی اهمیت بالایی دارد. دو یوزپلنگ آسیایی، آخرین موارد شناخته‌شده در عربستان سعودی بودند که در نزدیکی منطقه حائل در سال ۱۹۷۳ کشته شدند و پوست آن‌ها برای چند روز در نزدیکی کاخ اماره نگهداری شد.

## قله‌ها
- کوه اجا (عربی: جَبَل أَجَا‎، ت. «Jabal Ajā»)[۳]
- کوه سمرا (عربی: جَبَل ٱلسَّمْرَاء‎، ت. «Jabal As-Samrā’»)[۳]

## نگارخانه

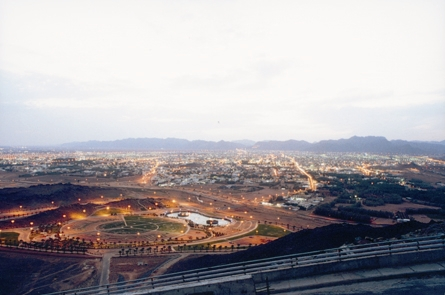
نمایی از شهر حائل از بالای کوه سمرا
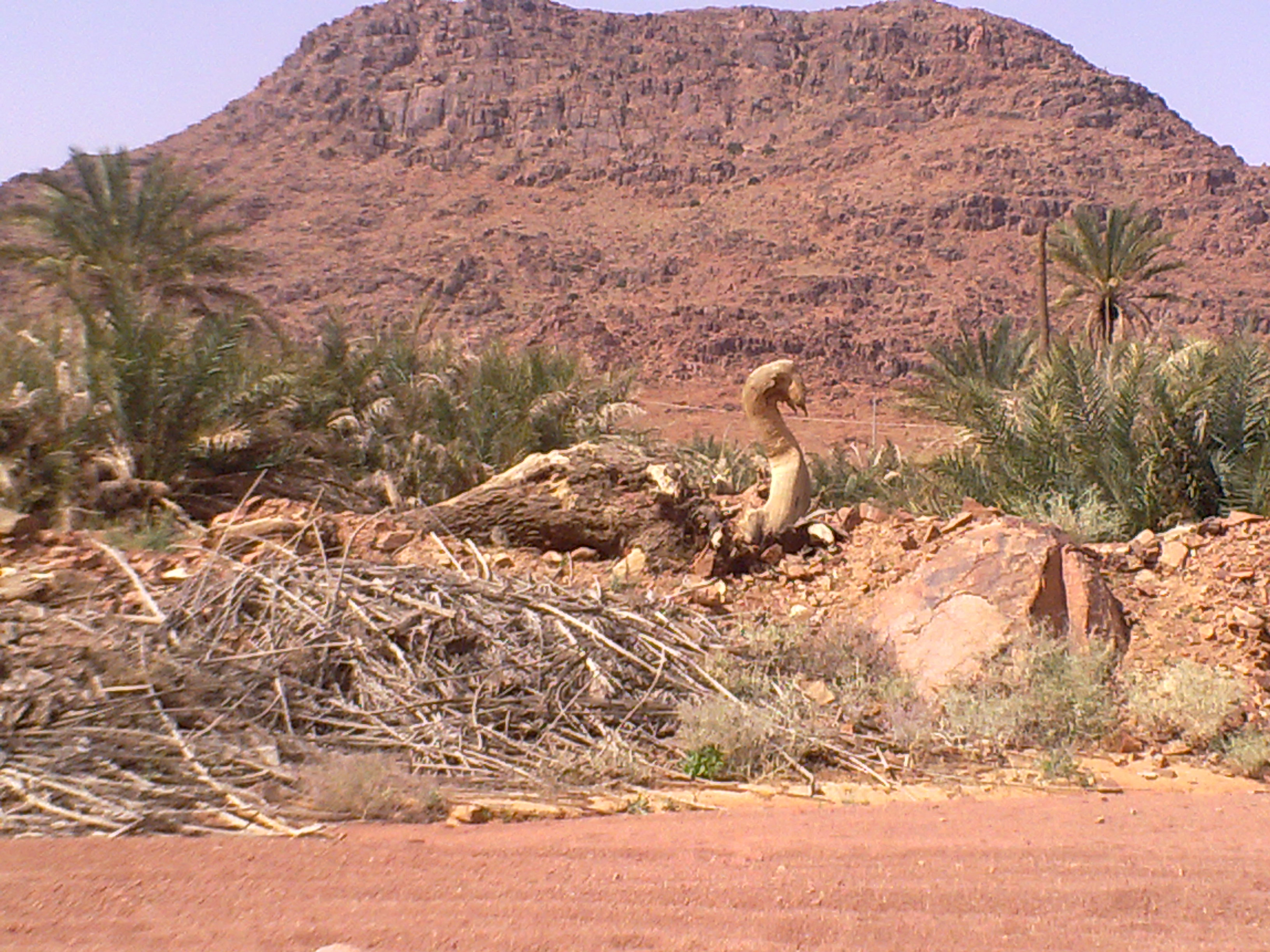
شکل طبیعی پرنده
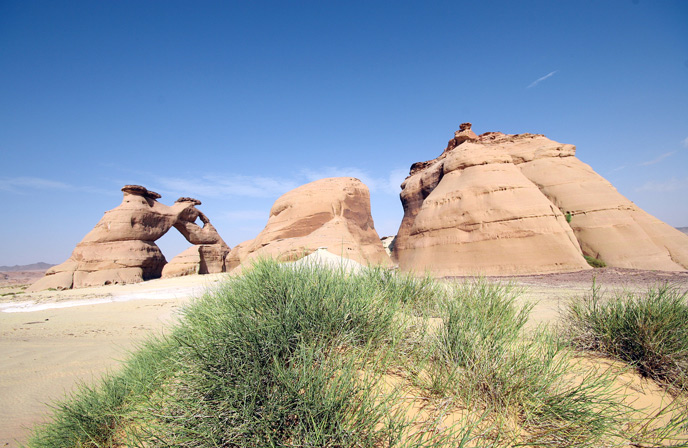
تشکیل سنگی محجاه